# GenerationS
GenerationS — российский государственный бизнес-акселератор, поддерживающий стартапы и развивающий внутреннее предпринимательство и внедрение инноваций в корпорациях.

## История
Российская венчурная компания впервые провела стартап-акселератор GenerationS в 2013 году. Заявки на участие подали 1593 команды. GenerationS стал первым российским акселератором федерального масштаба. В 2014 году GeneratorS первым ввёл отраслевую специализацию, введя отдельные направления для промышленных технологий, биотехнологий, чистых технологий и ИТ, которые считались приоритетными для государства. В 2014 году было подано 1858 заявок от технологических команд. Среди проектов, получивших поддержку — Promobot, Elementaree, «Моторика», «НаноСерв», WiseSoil, Veeroute, SKYF.
С 2015 года в GenerationS появилось направление корпоративной акселерации, а участники стартап-акселератора получили возможность запускать пилотные проекты с крупными компаниями. Всего поступило 2566 заявок, в их числе VisionLabs, «АгроБот», Terebra, BiTroniсsLAB, «Скандерм». В 2016 году на участие в программе акселерации поступило более 4 тыс. заявок, в т.ч. от RCML, PandaMoney, Oz Forensics, Cindicator, «АкКо Лаб». Впервые была организована программа предакселерации для стартапов самых ранних стадий.
В 2017 году рабочие группы Национальной технологической инициативы отбирали среди участников акселератора проекты для включения в «дорожные карты» развития отраслей. Среди участников — IRWAY, FDM 2.0, Robin, Warden Machinery, NativeOS.
В 2017 году рабочие группы Национальной технологической инициативы отбирали среди участников акселератора проекты для включения в «дорожные карты» развития отраслей. С 2018 года усилилась корпоративная ориентация акселератора. На базе GeneratorS в разное время запускали акселераторы «Алроса», Unilever, Michelin, ВТБ, Группа «Илим», Airbus и др.. GenerationsS сотрудничал со стартап-инкубатором Болонского университета и казахстанским стартап-акселератором DAR Lab.

## Победители
| Год  | Количество проектов | Победители |
| ---- | --- | --- |
| 2013 | Подано 1593 заявки, акселератор прошли 70 проектов. | 1 место — Appercode (гибкая платформа разработки мобильных приложений). 2 место — «БиоМикроГели» (решения для очистки воды от нефтепродуктов); 3DMetalPrint (создание способов и оборудования для изготовления деталей из металлических порошков). 3 место — WayRay (компактное устройство «дополненной реальности» для автотранспорта). |
| 2014 | Подано 1858 заявок, отраслевые треки прошли 170 проектов. | 1 место (IT-трек) — Veeroute (облачный сервис комбинаторной оптимизации, получил широкое использование в транспортной логистике). 1 место (Industrial-трек) — Promobot (многофункциональный робот для привлечения новых покупателей, презентации товаров и продуктового консалтинга). 1 место (BioTechMed-трек) — Kera-Tech (технология получения высокобелковой кормовой добавки из птичьих перьев и пуха). 1 место (CleanTech-трек) — НаноСерв (очистка систем отопления от солей и накипи c помощью биореагентов на основе живых бактерий и молочной сыворотки). |
| 2015 | Подано 2566 заявок, онлайн-предакселератор прошли 2 159 участников, 360 участников офлайн-предакселератора, отраслевые корпоративные треки прошёл 141 проект. | 1 место — АнтионкоРАН-М (генно-терапевтическийпротивоопухолевый препарат). 2 место — Samocat Sharing System (система совместного использования микроэлектротранспорта на основе станций самообслуживания по выдаче самокатов и электросамокатов). 3 место — «Турбодиагностика» (программно-аппаратный комплекс для контроля состояния лопаток турбин в процессе эксплуатации). |
| 2016 | Подано 4237 заявок, онлайн-предакселератор прошли 620 участников, 130 участников офлайн-предакселератора, отраслевые корпоративные треки прошли 120 проектов. | 1 место — «БОФТ» (технология моментальной печати фотографий из социальных сетей). 2 место — «Мануфактура зеленых технологий» (безопасные органические биопрепараты для защиты растений). 3 место — проект Михаила Тюлькина и Дмитрия Сутормина по развитию универсального RCML-языка для «общения» промышленных роботов. |
| 2017 | 3470 заявок из 13 стран | 1 место — IRWAY (система ночного видения для автомобилей) 2 место — гидравлический пакер от команды из Тюменского индустриального оборудования (оборудование для перекрытия и герметизации отдельных зон нефтяных и газовых скважин) 3 место — VR Concept (система прототипирования в виртуальной реальности) |

## Устройство акселератора
В рамках корпоративного акселератора стартапы проходят подготовку с учётом отраслевой специфики и разрабатывают пилотные проекты для корпораций. В регионах России акселераторы сети GenerationS запускаются по франшизе.

## Рейтинги
- В 2018 году стал и лучшим корпоративным акселератором Европы по версии Corporate Startup Summit.
- Входит в Топ-5 лучших в мире государственных акселераторов по версии UBI Global.
- В 2020 году стал членом Ассоциации INSME – международной сети для малого и среднего бизнеса под эгидой ОЭСР.
- В сентябре 2020 года победил в категории «Ecosystem best practice» конкурса, организованного ITU – Международным союзом электросвязи, являющимся специализированным учреждением ООН.
- В декабре 2020 года GenerationS стал лауреатом российской премии «Digital Leaders 2020» в номинации «Проект года в госсекторе» в категории «Акселерационные программы».
- В апреле 2021 года одержал победу в Global Outlook Awards в категории «Outstanding Contribution to Innovation Ecosystem Development – Russia 2021», а в июне был отмечен премией Cosmopolitan The Daily Business Awards 2021 в категории «Best Practices in Ecosystem Acceleration - Russia 2021».